# Conus guinaicus
Conus guinaicus là một loài ốc biển săn mồi, là động vật thân mềm chân bụng sống ở biển. It is part thuộc chi Conus, more popularly được gọi là cone snails, cone shells hoặc cones.

## Hình ảnh

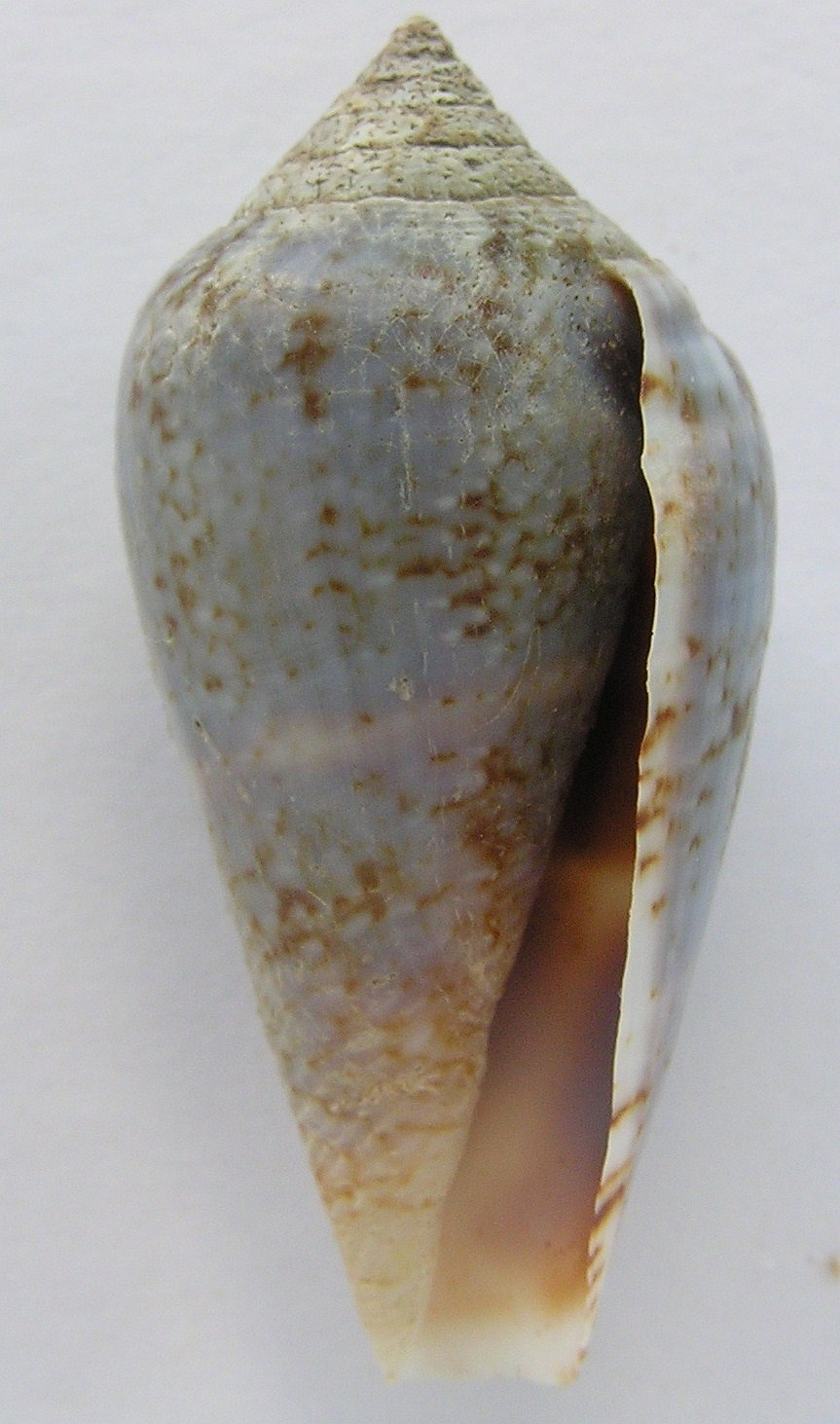
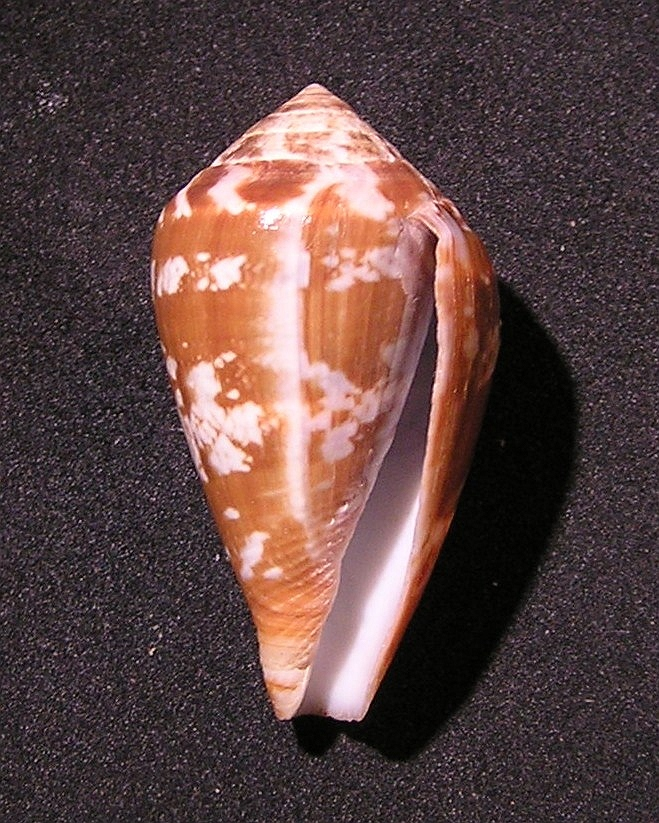
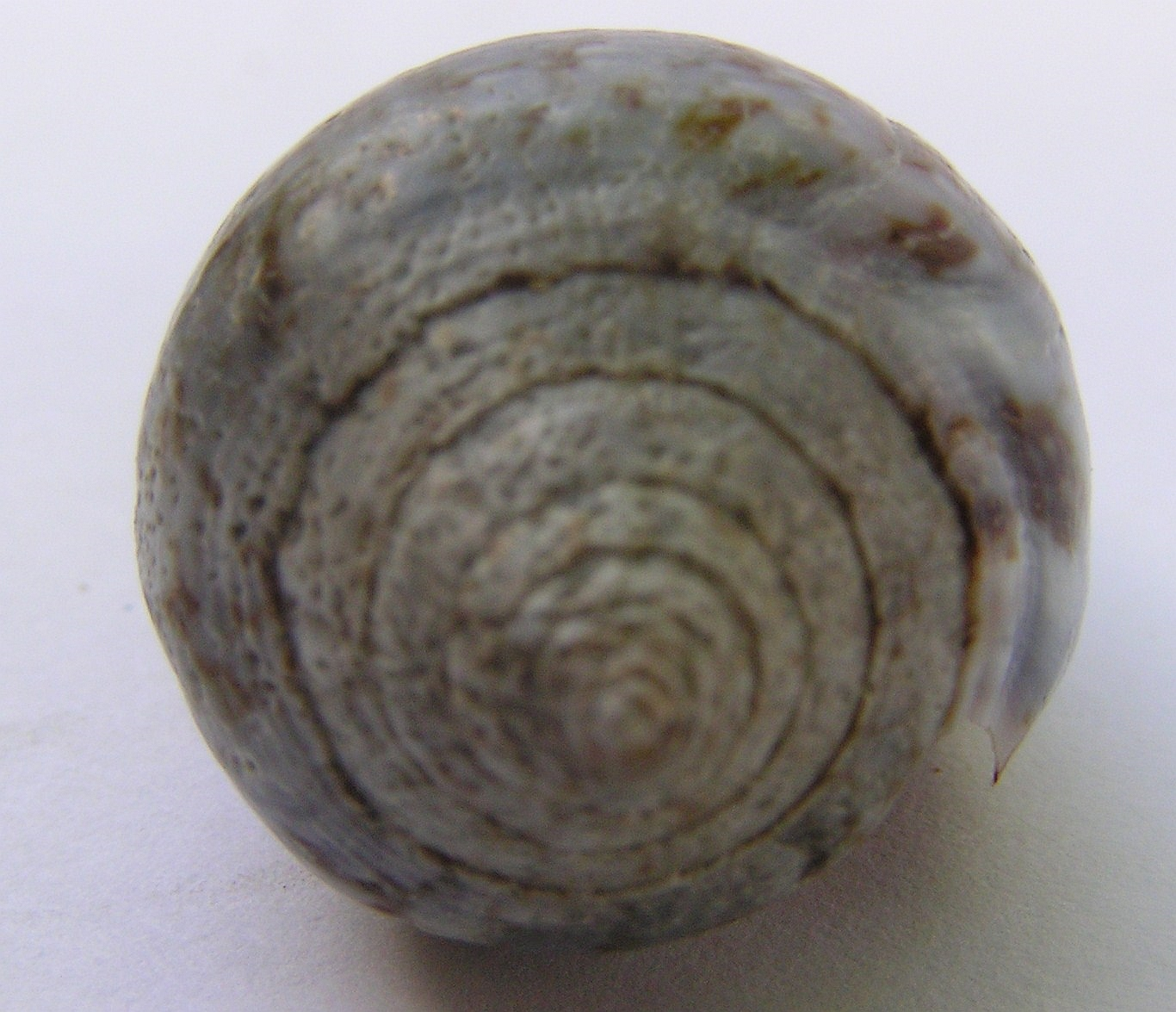
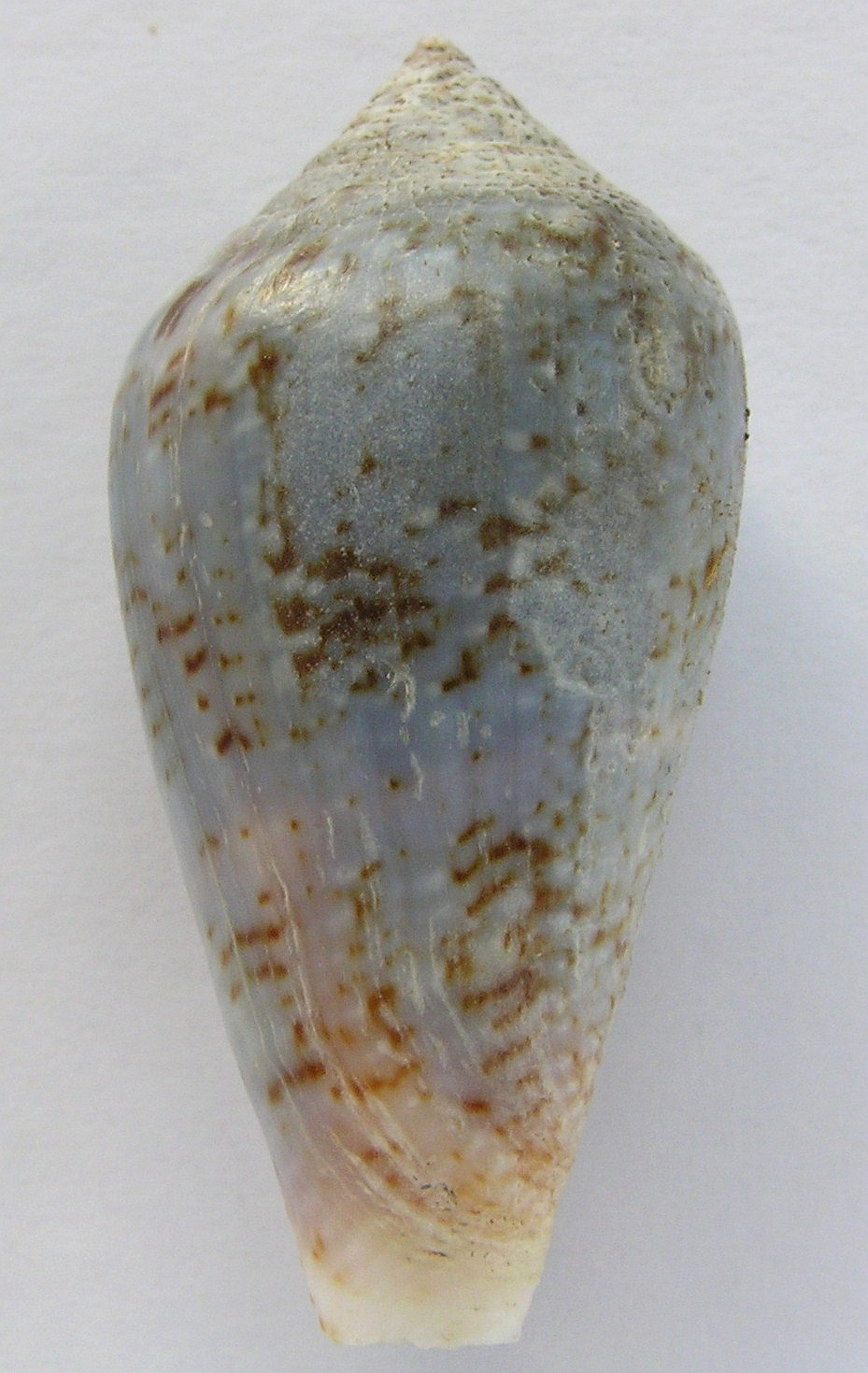